# Lacus Spei

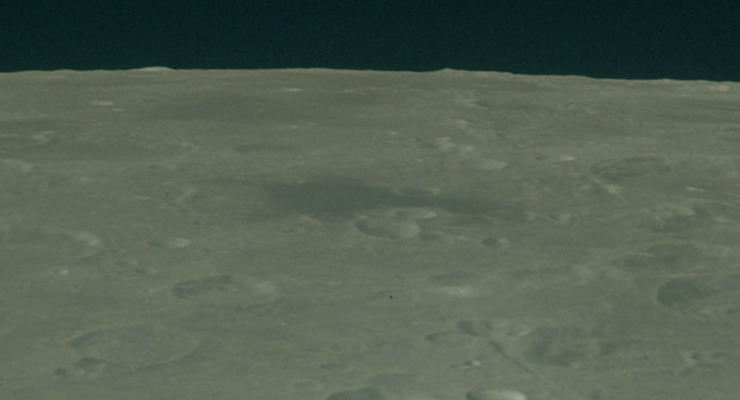
Vista oblicua desde el Apolo 16

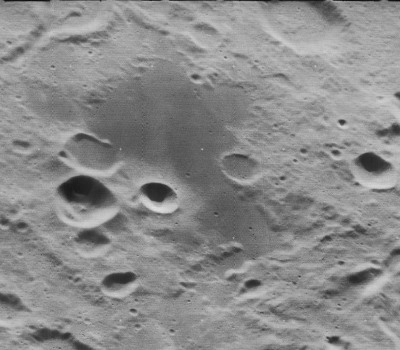
Vista oblicua desde el Lunar Orbiter 4

El Lacus Spei (en latín, "Lago de la Esperanza") es un pequeño mar lunar localizado en la parte nororiental de la cara visible de la Luna. Al norte se halla el cráter Mercurius y al oeste suroeste yace Schumacher.

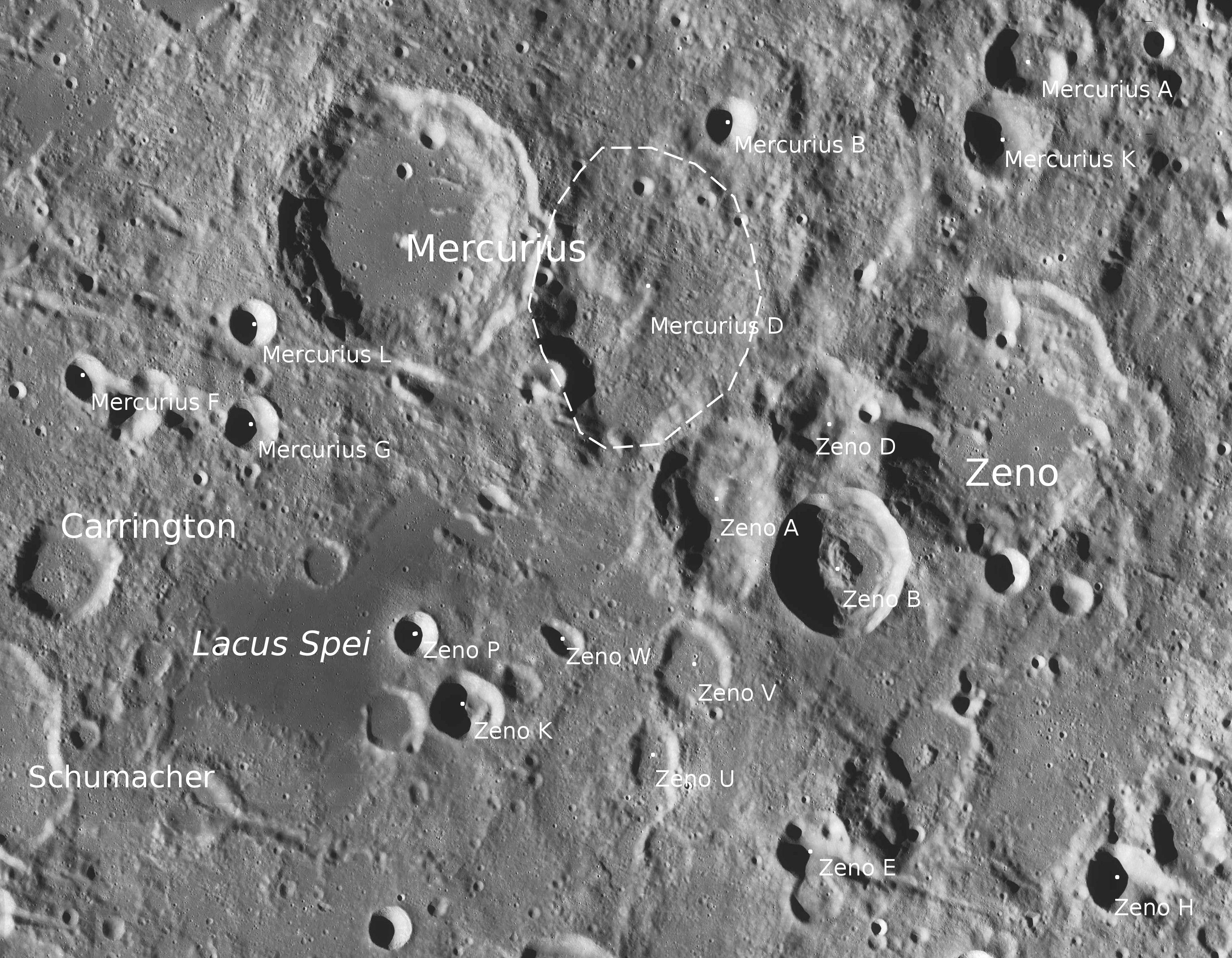
Entorno del Lacus Spei

Las coordenadas selenográficas de su centro son 43.0° Norte, y 65.0° Este, y su diámetro envolvente alcanza los 77 km. La parte principal del lago ocupa una región de aproximadamente 50 km de diámetro, con una extensión orientada al nordeste. La superficie tiene el mismo bajo albedo que los grandes mares lunares, presentando matices más claros cerca de los bordes. El único elemento singular situado en el interior del lago es el cráter satélite Zeno P. El cráter Zeno yace al estenoreste, más próximo al limbo lunar.

## Denominación
El nombre del lago fue adoptado por la Unión Astronómica Internacional en 1976.